# Декстер Морган
Декстер Морган (англ. Dexter Morgan; от лат. dexter — правый) — персонаж из серии романов Джеффа Линдсея, а также главный герой телесериала «Декстер», снятого по мотивам романов, чью роль играет Майкл Си Холл.
В романах и телесериале Декстер является судмедэкспертом по брызгам крови, который работает в департаменте полиции Майами, но также он — серийный убийца, который охотится на других преступников, которым удалось обмануть правосудие и избежать наказания. Декстер следует особому кодексу, которому его в детстве обучил приёмный отец, Гарри Морган. Два самых главных правила «Кодекса Гарри»: никогда не убивать невиновных и всегда заметать все следы так, чтобы их никто и никогда не нашёл.

## Биография
Декстер родился в бедной и неблагополучной семье. Его отец неоднократно сидел в тюрьме, мать, возможно, занималась торговлей наркотиками. Также у него был старший брат Брайан. Мать Декстера вскоре стала информатором в полицейском участке и попала под руководство офицера полиции Гарри Моргана. Как впоследствии выяснилось, мать Декстера и Гарри были любовниками. Гарри настоял на том, чтобы мать Декстера вывела его на след одного наркодилера. Однако встреча прошла не так, как задумывалось — наркодилер понял, что мать Декстера работает на полицию, и убил её и ещё трёх человек, распилив их на части бензопилой в железнодорожном контейнере на территории берегового склада Майами. Малыш Декстер и его брат стали свидетелями всего процесса резни, находясь в контейнере. После жестокой кровавой бойни они ещё три дня просидели в луже крови и останков, дожидаясь, пока полицейские не нашли их. Первым, кто вошёл в контейнер, был Гарри Морган. Увиденное потрясло его, и, видимо, чувствуя вину за произошедшее (а также на него мог повлиять затравленный взгляд маленького Декса), он взял Декстера, дал ему свою фамилию и в возрасте 3 лет усыновил этого ребёнка.
Вскоре, когда Декстеру исполнилось 8 лет, его отчим стал замечать пропажу соседских собак. Мальчик ничего не помнил из своего прошлого, но необъяснимая жажда убивать давала о себе знать. Тогда Гарри решил с ним поговорить, и сын открыл ему свой секрет. Отец из любви к сыну не стал сообщать об этом никому, о чём впоследствии пожалел. Он по-прежнему находил трупы расчленённых животных, зарытые у себя в саду. Когда Декстеру исполнилось 14 лет, отец сдался и, решив, что нельзя побороть эту зависимость, он создал для своего сына Кодекс, которому тот был обязан следовать, чтобы не попасть в руки полиции. Гарри обучил его всем премудростям боя, научил заметать следы, не оставлять улик и находить жертв. По кодексу следовало:
1. Никогда не попадайся!
2. Не убивай невинных. Будь уверен, что твоя жертва — преступник.
3. Жертвами должны быть лишь те, кто избежал правосудия.
4. Для убийства должна быть веская причина, иначе это преступление.
5. Влейся в общество. Носи «маску приличия».
6. Научись подделывать эмоции, изображая обычного парня.
7. Направляй свои желания в нужное русло.
8. Будь предельно внимателен. Не оставляй за собой никаких следов и зацепок.
9. Не оставляй место преступления. Оставайся спокойным.
10. Не вмешивай в дело личные интересы, они затуманивают твой разум.

Когда Гарри умер, Декстер продолжил своё дело. Он работал в полиции судмедэкспертом по брызгам крови, это давало ему прикрытие и бонус. Он мог искать преступников, которых не смог покарать закон, а также устранять улики, направленные против него самого, и направлять следствие по ложному пути.

## Манера убийства
Декстер использует транквилизатор M-99 (более известное как эторфин) для животных во время нападения на своих жертв. Обычно, используя отмычки, он проникает к ним в квартиру и начинает ритуал, если находит улики.
Декстер покрывает пол и стены полиэтиленом, превращая место своего преступления в «мусорный мешок изнутри». Стол или другая большая поверхность также покрывается полиэтиленом, вдоль стен ставятся фотографии тех людей, которых убила его жертва. Затем остается найти удобный момент и подкрасться к жертве сзади, или же, дождавшись, когда она сама вернется домой, вколоть ей в сонную артерию снотворное. Жертва приходит в себя будучи примотанной скотчем к столу. Она видит Декстера, который будет рассказывать ей о её преступлениях и жертвах, часто эти беседы превращаются в диалог. После беседы Декстер надевает фартук мясника, защитную маску для газонокосильщиков (чтобы брызги крови не попали на лицо), делает надрез скальпелем на щеке жертвы и берёт образец крови для своей коллекции. Затем берёт оружие (нож, тесак, топор, отвёртку, молоток или другое) и наносит смертельный удар. После этого он расчленяет тело электролобзиком (реже электропилами дискового или цепного типа), складывает части тела в мусорные мешки и сбрасывает их в океан (предпочтительно в течение Гольфстрим) со своей яхты под названием «Срез жизни» (англ. Slice of Life, также вариант «Кусочек жизни», «Отрезок жизни» и т. д.).

## Характер и отношения
Декстер — очень сложный человек. Поначалу он предстаёт как маньяк, руководствующийся лишь своей потребностью убивать, но при этом он строго следует кодексу своего приёмного отца и никогда не убивает невинных. На людях, благодаря своему умению прекрасно имитировать эмоции, он выглядит очень милым и позитивным человеком; единственным в участке, кто мог видеть в этом маску, был сержант Джеймс Доукс, который ненавидел Декстера.
Весьма парадоксально, но при своей природе, Декстер любит детей и считает, что они намного интереснее своих родителей. Это заставляет его мучить свои жертвы перед убийством, если те имели в своём «послужном списке» детей. Его отношения с Астор и Коди, детьми Риты, значительно сближают его с ней. Из-за этого он один раз нарушил «кодекс Гарри», убив педофила, шпионившего за Астор.
Примечательно, что в книгах Декстер начал встречаться с Ритой, увидев в Астор и Коди подобия себя. Он начал учить их кодексу Гарри, в дальнейшем, они становятся его помощниками. Рождение их сестрёнки Лили-Энн смягчило их характеры, хотя и намного меньше, чем у Декстера.
По мере сближения с Ритой, а также из-за событий, происходящих с ним в рамках сериала, Декстер постепенно очеловечивается и начинает чувствовать настоящие эмоции. Он начинает искренне любить свою жену Риту (хотя понял он это только увидев её мертвой), чрезвычайно сильно любит своего сына (в книгах - дочь), а также изменяет своё отношение к своим убийствам: он начинает убивать не только потому, что у него такая психологическая потребность, но и из-за искреннего желания таким образом творить правосудие. В одной из серий четвёртого сезона он по ошибке убивает невиновного человека и испытывает от этого очень сильные угрызения совести, в ярости сломав стекло со взятым у жертвы образцом крови. В книгах Декстер обрёл человечность почти мгновенно благодаря рождению дочери, о чём рассказывает читателю, описывая свои ощущения от нахлынувшего отцовства.
Дебра, сводная сестра Декстера, также заботится о брате, и, хотя он не может испытывать эмоции, он считает, что если бы они были, то Дебра была бы для него самым любимым человеком из его близких. Примечательно, что в книгах Дебра уже в конце первой части узнала о тайных делах брата и приняла его таким, хотя потом периодически разрывалась между любовью к Декстеру и долгом полицейского. В сериале всё вышло хуже: Дебра узнала правду о брате только в седьмом сезоне, став свидетелем убийства главного злодея шестого сезона, и была в ужасе от этой правды, что на какое-то время подпортило их отношения.
Люмен Пирс, помощница Декстера в пятом сезоне, первое время вызывала у него противоречивые эмоции, но в итоге они сблизились и полюбили друг друга. Но когда её месть свершилась, она поняла, что они с Декстером не смогут быть вместе, поскольку ему по-прежнему надо убивать и она не сможет так жить. Декстер понял её и отпустил к семье. Больше они не встречались.
В седьмом сезоне Декстер влюбился в отравительницу Ханну Маккей, что также стало для него триггером изменений в лучшую сторону. Однако в итоге, когда в финале сериала Дебра погибла из-за Декстера, он понял, что больше не может быть рядом с сыном и возлюбленной, боясь навлечь на них новую беду, и сбегает, инсценировав свою смерть. Гаррисон остался с Ханной.